# Erik Forslund
Erik August Forslund, född 22 oktober 1878 i Hedvig Eleonora församling, Stockholm, död där 12 mars 1960, var en svensk skådespelare.
Forslund började vid teatern 1904 och turnerade med olika teatersällskap fram till 1932. Han filmdebuterade 1931 och kom att medverka i drygt 90 filmer.  Forslund är begravd på Skogskyrkogården i Stockholm.

## Filmografi (urval)
- 1931 – Brokiga blad
- 1931 – Trötte Teodor
- 1932 – En stulen vals
- 1933 – Hemliga Svensson
- 1935 – Ebberöds bank
- 1935 – Flickornas Alfred
- 1937 – O, en så'n natt!
- 1937 – Häxnatten
- 1939 – Skanör-Falsterbo
- 1940 – Stål
- 1940 – Den blomstertid
- 1940 – Juninatten
- 1940 – Hans Nåds testamente
- 1940 – Frestelse
- 1941 – Landstormens lilla argbigga
- 1941 – Lasse-Maja
- 1942 – Stinsen på Lyckås
- 1942 – Rid i natt!
- 1942 – Jacobs stege
- 1942 – I gult och blått
- 1942 – Halta Lottas krog
- 1942 – Fallet Ingegerd Bremssen
- 1942 – Sexlingar
- 1942 – Doktor Glas
- 1943 – Ordet
- 1943 – Kungsgatan
- 1944 – Skeppar Jansson
- 1944 – Vändkorset
- 1944 – Skogen är vår arvedel
- 1944 – Örnungar
- 1944 – Fia Jansson från Söder
- 1944 – Kejsarn av Portugallien
- 1944 – Den osynliga muren
- 1944 – Flickan och Djävulen
- 1944 – Excellensen
- 1944 – Hans officiella fästmö
- 1944 – Vi behöver varann
- 1945 – Resan bort
- 1945 – Änkeman Jarl
- 1945 – Jagad
- 1946 – När ängarna blommar
- 1946 – Harald Handfaste
- 1946 – Ödemarksprästen
- 1946 – Begär
- 1947 – Livet i Finnskogarna
- 1947 – Onda ögon
- 1947 – 91:an Karlssons permis
- 1947 – Maj på Malö
- 1947 – Folket i Simlångsdalen
- 1947 – Det kom en gäst
- 1947 – Sången om Stockholm
- 1947 – Kvarterets olycksfågel
- 1948 – De kämpade sig till frihet
- 1948 – Jag är med eder...
- 1948 – Musik i mörker
- 1948 – Ådalens poesi
- 1949 – Smeder på luffen
- 1949 – Lång-Lasse i Delsbo
- 1950 – Sånt händer inte här
- 1950 – Ung och kär
- 1951 – Fröken Julie
- 1953 – Alla tiders 91 Karlsson
- 1956 – På heder och skoj

## Teater

### Roller
| År   | Roll          | Produktion                    | Regi               | Teater         |
| ---- | ------------- | ----------------------------- | ------------------ | -------------- |
| 1935 | Nyméro Quinze | Processen Bennet Edward Wooll | Harry Roeck-Hansen | Blancheteatern |

### Fotnoter
1. 1 2  ”Erik Forslund - SFdb”. https://www.svenskfilmdatabas.se/sv/item/?type=person&itemid=60250. Läst 21 augusti 2012.
2. ↑  Dödsruna i Dagens Nyheter, 13 mars 1960, sid. 38
3. ↑  ”Erik Forslund”. IMDb.com. http://www.imdb.com/name/nm0286879/. Läst 21 augusti 2012.
4. ↑  SvenskaGravar
5. ↑  ”Processen Bennet”. Musikverket. http://calmview.musikverk.se/CalmView/Record.aspx?src=CalmView.Performance&id=PERF22074&pos=83. Läst 11 april 2016.